# После Христа (мини-серија)
После Христа (енгл. A.D. The Bible Continues) америчка је телевизијска серија коју су створили Рома Дауни и Марк Бернет за NBC. Наставак је мини-серије Библија, а радња се одвија након филма Син Божји који се усредсређује на причу о Исусу.

## Радња
Радња се одвија одмах након догађаја из мини-серије Библија, као и филма Син Божји, а почиње од распећа и васкрсења Исуса, и наставља се са првих десет поглавља Дела апостолских.

## Улоге
| Глумац             | Улога            |
| ------------------ | ---------------- |
| Хуан Пабло ди Пејс | Исус             |
| Адам Леви          | Петар            |
| Чипо Чанг          | Марија Магдалена |
| Бабу Сизеј         | Јован            |
| Емет Џеј Сканлан   | Павле            |
| Вил Торп           | Корнелије        |

## Епизоде
| Бр. еп. | Наслов | Редитељ        | Сценариста       | Премијера       | Гледаност у U.S. (милиони) |
| ------- | ------ | -------------- | ---------------- | --------------- | -------------------------- |
| 1       |        | Киран Донели   | Сајмон Блок      | 5. април 2015.  | 9,68                       |
| 2       |        | Киран Донели   | Сајмон Блок      | 12. април 2015. | 7,75                       |
| 3       |        | Киран Донели   | Енди Ратенбери   | 19. април 2015. | 6,36                       |
| 4       |        | Тони Мичел     | Бен Њуман        | 26. април 2015. | 5,77                       |
| 5       |        | Тони Мичел     | Бен Њуман        | 3. мај 2015.    | 5,47                       |
| 6       |        | Тони Мичел     | Дејмијан Вејлинг | 10. мај 2015.   | 4,53                       |
| 7       |        | Брајан Кели    | Енди Ратенбери   | 17. мај 2015.   | 4,80                       |
| 8       |        | Брајан Кели    | Дејмијан Вејлинг | 24. мај 2015.   | 4,24                       |
| 9       |        | Роб Еванс      | Том Гривес       | 31. мај 2015.   | 4,74                       |
| 10      |        | Роб Еванс      | Рејчел Ентони    | 7. јун 2015.    | 4,09                       |
| 11      |        | Пол Вилмсхерст | Бен Њуман        | 14. јун 2015.   | 3,99                       |
| 12      | [ 14 ] | Пол Вилмсхерст | Том Гривес       | 21. јун 2015.   | 3,56                       |